# Staurodesmus incus
Staurodesmus incus  là một loài Song tinh tảo trong họ Desmidiaceae, thuộc chi Staurodesmus.